# Un artist al foamei (povestire)

Un artist al foamei (germană:Ein Hungerkünstler) este o povestire de Franz Kafka, publicată prima oară în 1922, în revista literară Die neue Rundschau. În 1924, imediat după moartea scriitorului, a fost inclusă, alături de trei alte povestiri, într-o colecție intitulată omonim, Un artist al foamei (editura Verlag Die Schmiede). Protagonistul, un om care a transformat abilitatea sa neobișnuită de a flămânzi zile în șir într-un obiect al admirației publice, se confruntă de-a lungul povestirii cu declinul propriei „arte”, pe măsură ce vechii săi spectatori își găsesc alte interese. Artistul foamei se înscrie, la fel ca Josef K. din Procesul sau Gregor Samsa din Metamorfoza, într-o serie de personaje kafkiene care devin victimă a societății și sunt marginalizate. Unii critici văd în această povestire un studiu al comportamentului autodistructiv specific artiștilor.

## Rezumat
„Artistul foamei” este un om obsedat, a cărui profesie și „artă” este flămânzirea îndelungată în fața mulțimii. Într-un trecut evocat de naratorul povestirii, spectacolul oferit de „artist” se bucura de o mare popularitate. Lumea plătea bilete să-l vadă cum stă așezat pe paie într-o cușcă, supravegheat de paznici, care trebuiau să se asigure că „artistul” nu mănâncă, în secret, nimic. Măsura era oricum inutilă, pentru că „artistul” avea un dezvoltat simț al onoarei și respecta cu sfințenie „arta” care l-a consacrat. Durata flămânzirii, fixată de impresar, era de patruzeci de zile și, de fiecare dată, la sfârșitul reprezentației, „artistul” era purtat, într-un cadru festiv, pe brațele mulțimii și îndopat cu forța. Lipsa de răbdare și neseriozitatea publicului îi displăceau. Obsedat de ideea autoperfecționării, a depășirii celor patruzeci de zile, „artistul foamei” simțea cu tristețe că lumea îi percepe greșit spectacolul, ca pe un simplu varieteu și nu ca pe o artă. 
După ani întregi de celebritate și admirație publică, spectacolul protagonistului pierde interesul mulțimilor. „Artistul” își concediază impresarul și se angajează la un mare circ. Cușca lui este așezată lângă grajdurile cu animale sălbatice, dar este adesea ignorată. Eroul flămânzește în singurătate și, fiindcă nimeni nu mai ține socoteala zilelor, performanța lui nu poate fi cuantificată. La un moment dat, un angajat al circului descoperă cușca murdară a „artistului”, pe care toată lumea îl uitase. Răscolind paiele, îl găsește pe erou la un pas de moarte. Cu ultima suflare, protagonistul se prăbușește în nihilism și dezminte orice sens transcendent al artei sale, declarând, într-o manieră mai degrabă comică, decât tragică:
„[...] eu trebuie să flămânzesc, nu pot altfel [...], pentru că nu am găsit mâncarea care îmi place. Dacă aș fi găsit-o, crede-mă că n-aș fi făcut atâta vâlvă, ci aș fi mâncat pe săturate ca tine și ca toți ceilalți.”—Franz Kafka, Un artist al foamei
În locul „artistului”, cușca este ocupată de o panteră tânără, care suscită imediat, prin ferocitatea și eleganța ei, interesul publicului.